# Conteúdo aberto

Logo do Open Content Project

Conteúdo aberto  (open content no original) é um neologismo inventado por David Wiley em 1998, que descreve um trabalho criativo que outros podem copiar ou modificar livremente, sem pedir permissão. O termo evoca o conceito relacionado de software de código aberto.
Conteúdo aberto deve ser usado com responsabilidade para haver confiabilidade.

## Licenças
De acordo com a atual definição de conteúdo aberto no site do OpenContent, conteúdo aberto é qualquer licença de direitos autorais em geral, royalty free se qualificaria como uma licença aberta porque ele fornece aos usuários o direito de fazer mais tipos de usos do que os normalmente permitido pela lei. Essas permissões são concedidas aos usuários gratuitamente.
No entanto, uma definição mais restrita usada na Open Definition efetivamente limita o conteúdo aberto como libre content e qualquer licença de conteúdo livre, definida pela Definição de Obras Culturais Livres, que qualificaria como uma licença de conteúdo aberto. De acordo com este critério mais restrito, as seguintes licenças seriam qualificadas como:
- Licenças Creative Commons (apenas  Creative Commons Attribution, Attribution-Share Alike e Zero)
- Open Publication License (a licença original da Open Content Project, a Open Content License, não permite a cópia sem fins lucrativos do trabalho licenciado e, portanto, não qualifica)
- Against DRM license
- GNU Free Documentation License (sem seções invariantes)
- Open Game License (uma licença para RPG de mesa da editora Wizards of the Coast)
- Free Art License